# Русуцу

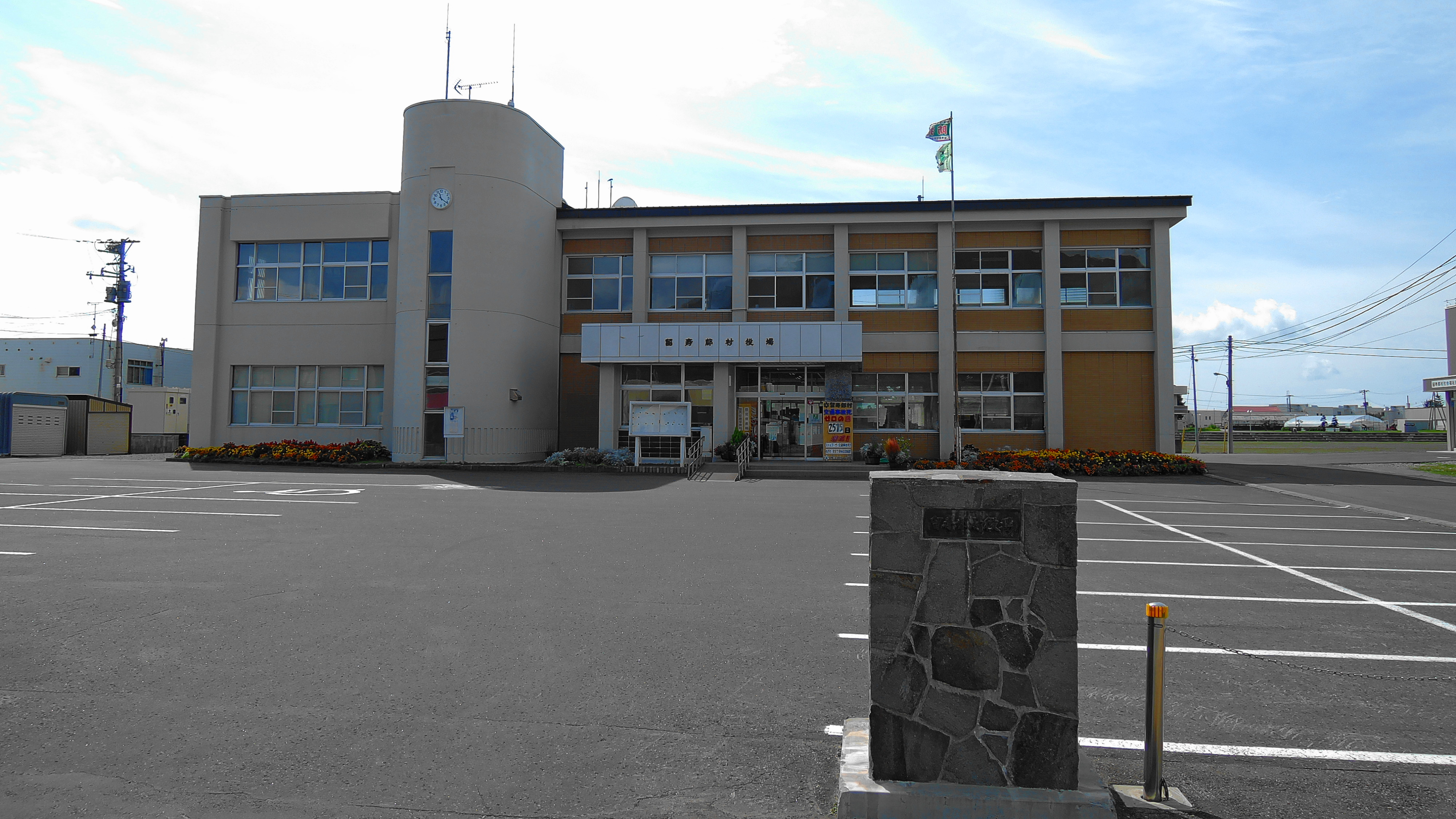
Мэрия села Русуцу

Русуцу (яп. 留寿都村 Русуцу-мура) — село в Японии, находящееся в уезде Абута округа Сирибеси губернаторства Хоккайдо. Площадь села составляет 119,92 км², население — 1923 человека (30 июня 2014), плотность населения — 16,04 чел./км².

## Географическое положение
Село расположено на острове Хоккайдо в губернаторстве Хоккайдо. С ним граничат город Дате, посёлки Кимобецу, Тояко и село Маккари.

## Население
Население села составляет 1923 человека (30 июня 2014), а плотность — 16,04 чел./км². Изменение численности населения с 1980 по 2005 годы:
| 1980 | 2075 чел. |  |
| 1985 | 2171 чел. |  |
| 1990 | 2369 чел. |  |
| 1995 | 2388 чел. |  |
| 2000 | 2227 чел. |  |
| 2005 | 2165 чел. |  |

## Символика
Деревом села считается берёза плосколистная, цветком — Sellaria nipponica .

## Спорт
- С 3 по 8 марта 2009 года Русуцу принимал 18-й чемпионат мира по спортивному ориентированию на лыжах,[6] в котором приняли участие спортсмены из 19 стран.